# Гржимали, Яромир
Яромир Вацлав Богумил Гржимали (чеш. Jaromír Václav Bohumil Hřímalý; 23 сентября 1845, Пльзень — 25 июня 1905, Хельсинки) — чешский и русский виолончелист. Сын Войтеха Гржимали, брат Марии, Войтеха, Яна и Богуслава Гржимали.
В 1858—1864 гг. учился в Пражской консерватории у Юлиуса Гольтермана. Выступал в составе семейного струнного квартета. В 1871 г. играл в оркестре Временного театра, предшественника Национальной оперы. С 1872 г. работал в Финляндии, виолончелист Гельсингфорсской оперы. Концертировал по Финляндии и как солист; сохранились письма юного Яна Сибелиуса, мечтавшего, чтобы Гржимали приехал в его родную Хямеэнлинну, выступил там и взглянул на его раннее сочинение — вальс для виолончели и фортепиано.
В конце жизни больше занимался сельским хозяйством. Эту специальность унаследовал его сын Адальберт Гримали (1885—1949), финский фермер и журналист. Последующие поколения потомков Гржимали феннизировали свою фамилию и зовутся до настоящего времени Римайла (фин. Rimaila).